# Pic du Marboré
Pour les articles homonymes, voir Marboré.
Le pic du Marboré est un sommet des Pyrénées situé sur la frontière franco-espagnole et qui culmine à 3 248 mètres (selon les Français) ou 3 251 mètres d'altitude (selon les Espagnols) dans le massif du Mont-Perdu.

## Géographie

### Topographie
Il fait partie de la ceinture du cirque de Gavarnie. Il marque la limite entre le parc national des Pyrénées (France) et le parc national d'Ordesa et du Mont-Perdu (Espagne).
Le pic du Marboré est situé :
- côté français : sur la commune de Gavarnie-Gèdre dans le département des Hautes-Pyrénées, en région Occitanie ;
- côté espagnol : dans la comarque de Sobrarbe, dans la province de Huesca, en communauté autonome d'Aragon.

### Hydrographie
Le sommet délimite la ligne de partage des eaux entre le bassin de l'Adour, qui se déverse dans l'Atlantique côté nord, et le bassin de l'Èbre, qui coule vers la Méditerranée côté sud.

## Histoire
Philippe de Nemours en 1846 fut peut-être le premier à avoir escaladé le pic du Marboré mais on manque de précision pour lui attribuer cette première.

## Voie d'accès

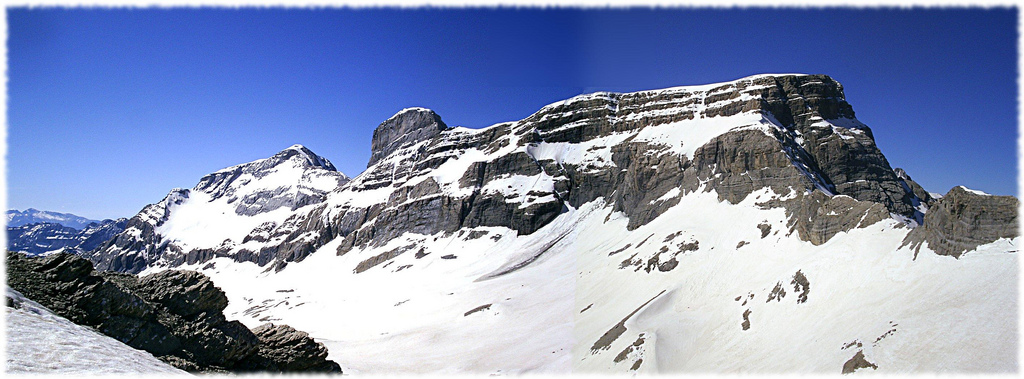
Vus depuis le versant nord (français), de droite à gauche (d'ouest en est), le pic du Marboré, le cylindre du Marboré (au centre) puis le mont Perdu.

## Culture
Le pic du Marboré, comme de nombreux autres sommets pyrénéens, a donné son nom à un turboréacteur produit par la société Turbomeca, le Turbomeca Marboré.